# قائمة الهجمات الإرهابية المنسوبة لمنظمات إسلامية
الهجمات الإرهابية، هي هجمات يشنها المتطرفون المسلمون للجهاد من أجل تعزيز قضية دينية أو سياسية إسلامية متصورة تحدث على الصعيد العالمي، وقد تم منع بعض هذه المؤامرات بنجاح، واستخدم الجناة أساليب مثل: الحرق العمد، والهجمات على المركبات، والتهديدات بالقنابل، والهجمات الانتحارية، والتفجيرات، وإطلاق النار على الفور، والطعن، والاختطاف، وقطع الرؤوس، وفيما يلي قائمة بالهجمات الإرهابية الإسلامية الفاشلة التي حظيت بتغطية صحفية كبيرة منذ عام 1993. 

"العلم الأسود للجهاد" كما استخدمه المسلحون الجهاديون منذ أواخر التسعينات..

## (2009-2000)

### عام 2001
- الولايات المتحدة: 22 كانون الأول/ديسمبر 2001 - حاول ريتشارد ريد، المعروف أيضا باسم «مفجر الأحذية»، على متن الرحلة 63 من باريس إلى ميامي، إشعال متفجرات في حذائه، في المحكمة اعترف بذنبه في 8 تهم بالإرهاب.[1]

### عام 2004
- مالي: 10 يناير/كانون الثاني 2004 – أحبط عملاء سريون فرنسيون محاولة من قبل مسلحين إسلاميين لاختطاف متسابقين في تجمع باريس-داكار أثناء تسابقهم عبر ولاية مالي الصحراوية، تم إلغاء المرحلتين 10 و11 من سباق داكار السنوي للراليات عام 2004 عبر الصحراء في مالي بسبب مخاوف أمنية، وقد منعت العملية التي تدعمها فرنسا السائق الفرنسي البارز ستيفان بيترهانسل وراكب الدراجات الاسباني ناني روما من الوقوع في أيدي الاسلاميين.[2]

### عام 2005
- أستراليا: نوفمبر/تشرين الثاني 2005 - ألقي القبض على خمسة رجال بتهمة التخطيط لهجوم إرهابي في سيدني بعد تأمين مواد كيميائية ومواد لاستخدامها في تطوير جهاز متفجر، ووجهت إليهم تهمة محاولة حيازة أسلحة نارية ومواد متطرفة.[3][4]
- أستراليا: تشرين الثاني/نوفمبر 2005 - ألقي القبض على 17 شخصاً في ملبورن وسيدني بعد أن اكتشف أنهم كانوا يخططون لارتكاب سلسلة من الهجمات الإرهابية، وشملت هذه الخطط لتفجير 2005 AFL النهائي الكبير، 2006 سباق الجائزة الكبرى الأسترالية وكازينو التاج، فضلا عن مؤامرة لاغتيال رئيس الوزراء جون هوارد.[5][6]

### عام 2006
- الولايات المتحدة: كانون الأول/ديسمبر 2006 - اتهم ديريك شريف بعد أن حاول مقايضة مكبرات صوت ستيريو بقنابل يدوية ومسدس كجزء من خطة لإرهاب المتسوقين في مركز شيريفيل التجاري في روكفورد، إلينوي خلال موسم العطلات.[7]

### عام 2009
- أستراليا: أغسطس/آب 2009 - ألقي القبض على أربعة رجال على صلة بحركة الشباب في أغسطس/آب 2009 بعد أن اكتشف أنهم كانوا يخططون للتسلل إلى ثكنة هولسوورثي في سيدني بأسلحة آلية.[8]
- الولايات المتحدة: 8 سبتمبر/أيلول 2009 - ألقي القبض على ثمانية رجال ينتمون إلى تنظيم القاعدة بتهمة التخطيط لتفجير شبكة مترو الأنفاق في مدينة نيويورك، وأهداف دولية أخرى، وتدعي الشرطة أنهم كانوا ينقلون متفجرات، وقد حُكم على بعضهم في نوفمبر/تشرين الثاني 2015 بالسجن لأكثر من 40 عاماً.[9][10]
- الولايات المتحدة: 25 ديسمبر/كانون الأول 2009 - فشل عمر فاروق عبد المطلب، المعروف أيضاً باسم «مفجر الملابس الداخلية»، بعد الصعود إلى رحلة نورث ويست إيرلاينز 253، من أمستردام في طريقها إلى ديترويت في عيد الميلاد، في محاولة لتنشيط عبوة ناسفة عالية الطاقة مخيطة في سراويله، وكان على متن الطائرة 289 من مجموع أفراد الطاقم والركاب، وحكمت عليه المحكمة الفيدرالية الأمريكية بأربعة أحكام متتالية بالسجن مدى الحياة بالإضافة إلى 50 عاماً.[11]

## (2019-2010)

### عام 2010
- الولايات المتحدة: 26 مارس/آذار 2010 - اعتقل مكتب التحقيقات الفدرالي راجا لاهراسب خان بينما كان يحاول الصعود على متن طائرة إلى إنجلترا بكمية كبيرة من النقود تهدف إلى تمويل مؤامرة تابعة للقاعدة لزرع قنابل في ساحة رياضية أمريكية لم يذكر اسمها.[12]

- أذربيجان: 28 مارس/آذار 2010 - اعتقلت السلطات في أذربيجان ثمانية أشخاص، من بينهم رجل شيشاني للاشتباه في تخطيطه لأعمال إرهابية ضد مدرسة وروضة أطفال في باكو، وكانت الجماعة قد أخفت في وقت سابق أسلحة وذخائر في سقف روضة أطفال ومدرسة في باكو، وخططت لمهاجمة كليهما.[13]

### عام 2011
- الدنمارك: 2 يناير/كانون الثاني 2011 – اعتقلت السلطات السويدية والدنماركية أربعة أشخاص يشتبه في أنهم جهاديون إسلاميون متشددون بتهمة التخطيط لهجوم إرهابي ضد مكتب الأنباء في جيلاندز بوستن في كوبنهاغن، وفي عام 2006 أصبحت الصحيفة هدفاً لتهديدات إرهابية بعد أن نشرت رسوماً كاريكاتورية مثيرة للجدل تتعلق بالنبي محمد في عام 2005، وزعمت السلطات أن المشتبه بهم خططوا لاستخدام نفس تكتيكات السرب كما حدث في موجة القتل في مومباي عام 2008.[14]
- نيجيريا: 19 مارس/آذار 2011 - خارج كنيسة في جوس، نيجيريا قُتل مهاجمان من بوكو حرام عندما انفجرت قنبلتهما قبل الأوان خارج كنيسة ECWA، ناساراوا غوم في جوس، نيجيريا.[15]

### عام 2012
- إندونيسيا: 2 مارس/آذار 2012 – حكمت محكمة إندونيسية على إسلامي بتهمة التخطيط لهجوم على كنيسة عيد الفصح وعدة محاولات لتفجير الطرود، وكان قد خطط لتفجير قنبلة ضخمة تحت خط أنابيب الغاز بالقرب من كنيسة في سيربونغ خارج جاكرتا في عام 2011، ولكن الشرطة أحبطت الهجوم بعد العثور على الجهاز، وحُكم عليه بالسجن لمدة 18 عاماً.[16]
- إندونيسيا: 21 مارس/آذار 2012 – أطلقت الشرطة النار على 5 مسلحين إسلاميين مشتبه بهم كانوا يخططون لمهاجمة أهداف في بالي وتفجيرها، بما في ذلك حانة تحظى بشعبية لدى السياح، وقتل خمسة رجال بالرصاص في مداهمات للشرطة في الجزيرة حيث اسفرت التفجيرات التي استهدفت ملهى ليلي في 2002 عن مقتل 202 شخص.[17]
- أذربيجان: مايو/أيار 2012 – ادعت أذربيجان أنها اعتقلت 40 شخصاً يشتبه في أنهم خططوا لهجوم إرهابي على مسابقة الأغنية الأوروبية في باكو، وذكرت وزارة الأمن القومي الأذربيجانية أن المتآمرين خططوا لمهاجمة مكان الحدث، قاعة باكو كريستال، والعديد من الفنادق عشية المنافسة.[18]

### عام 2013
- إسرائيل: 1 يناير/كانون الثاني 2013 - أحبطت مؤامرة لاختطاف مدني إسرائيلي أو جندي إسرائيلي لاستخدامها كورقة مساومة عندما اعتقل جهاز الأمن العام الإسرائيلي مجموعة إرهابية من الجهاد الإسلامي تضم مواطناً عربياً إسرائيلياً واثنين من الفلسطينيين في نقطة تفتيش إيال، وعثر في حوزتهم على أدوات اختطاف مثل الحبال والشريط، فضلا عن سكين ومسدس مقلد، واعترفوا بمحاولات اختطاف فاشلة سابقة متعددة.[19]
- روسيا: 19 مايو/أيار 2013 – ادعت وكالة مكافحة الإرهاب الروسية أن قواتها الخاصة قتلت اثنين من المقاتلين واعتقلت ثالثًا، يعتقد أنه كان يخطط لعمل إرهابي في موسكو، وكانوا متحصنين في ضاحية أوريخوفو - زويفو في موسكو، وأمرتهم الشرطة بالاستسلام، ولكن بدلا من ذلك فتح المسلحون النار. وكان المسلحون مواطنين روس تلقوا تدريبا على طول الحدود الأفغانية الباكستانية.[20]

### عام 2014
- سويسرا: مارس/آذار 2014 – اتهمت السلطات السويسرية أربعة مواطنين عراقيين بالتخطيط لهجوم إرهابي في أوروبا نيابة عن تنظيم «الدولة الإسلامية»، وعلى الرغم من أن تفاصيل الهجوم المخطط لها كانت غامضة، إلا أن النائب العام السويسري أكد يوم الجمعة أن تنظيم «الدولة الإسلامية» كان من المقرر أن يعلن مسؤوليته (عن) هذه الخطط في حال نجاحها".[21]
- الولايات المتحدة: 16 مارس/آذار 2014 – قال مسؤولون إن أحد أفراد الحرس الوطني في كاليفورنيا اعتقل يوم الاثنين بعد أن كشف تحقيق أجراه مكتب التحقيقات الفدرالي عن مؤامرة فاشلة لمهاجمة مترو أنفاق لوس أنجلوس، وخطط لمساعدة القاعدة. كان أسيد عبد الرحيم من المتحولين حديثاً إلى الإسلام.[22]
- باكستان: 6 أيلول/سبتمبر 2014 - أعلن تنظيم القاعدة في العراق مسؤوليته عن هجوم على حوض بناء السفن البحرية في كراتشي، قيل إن ضباط البحرية الباكستانية السابقين قاموا به، وحاولوا دون جدوى اختطاف فرقاطة من طراز F-22P، وقتل ثلاثة مهاجمين واعتقلت القوات الباكستانية سبعة منهم.[23][24]
- أستراليا: 18 سبتمبر/أيلول 2014 – رداً على مؤامرة مزعومة لرؤوس شخص عشوائي من الجمهور، نُظمت غارات إرهابية واسعة النطاق في سيدني وبريسبان أسفرت عن اعتقالات عديدة من 25 منزلاً.[25]
- بيرو: 29 تشرين الأول/ أكتوبر 2014 – أحبطت بيرو الهجوم الإرهابي الذي شنه «حزب الله» على الإسرائيليين، وفي تفتيش شقة مخبأ الإرهابي، عثرت الشرطة على أسلحة ومتفجرات كان من المزمع استخدامها ضد اليهود.[26]

### عام 2015
- الفلبين: 18 كانون الثاني/ يناير 2015 – مكتب التحقيقات الفدرالي والقوات الخاصة الفلبينية يقتلون ذو الكفل بن هير بعد أن أطلق مؤامرة لتفجير قداس البابا الكبير في حديقة ريزال، التي اجتذبت حشداً من ستة ملايين مسيحي، وكان هير زعيم الجماعة الإسلامية، وهي منظمة إرهابية إسلامية متشددة في جنوب شرق آسيا.[27]
- ماليزيا: 6 أبريل/نيسان 2015 – ألقي القبض على 17 شخصاً بتهمة التخطيط لارتكاب هجوم إرهابي في العاصمة الماليزية كوالالمبور.[28]
- أستراليا: 18 أبريل/نيسان 2015 – ألقي القبض على خمسة مراهقين خلال مداهمات لمكافحة الإرهاب في سيدني، ويُزعم أنهم كانوا يخططون لهجوم مستوحى من تنظيم «الدولة الإسلامية» خلال احتفالات يوم أنزاك.[29][30]
- الولايات المتحدة: 3 أيار/ مايو 2015 – هجوم مركز كورتيس كولويل – حاول مسلحان مسلحان ببنادق هجومية وإعلان الولاء لتنظيم «الدولة الإسلامية»، اقتحام حدث رسوم كاريكاتورية في غارلاند، تكساس، لكنهما قتلا بالرصاص عند المدخل على يد حراس مسلحين، وأصيب أحد الحراس بجروح طفيفة، وتم إحباط هذا الهجوم ولم يحدث أي عنف كبير.[31]
- المملكة المتحدة: 28 مايو/أيار 2015 – اعتقل زوجان بريطانيان قبل أيام فقط من شن هجوم كبير للاحتفال بالذكرى العاشرة لتفجيرات لندن 7/7 بقصد تفجير مركز تجاري أو مترو أنفاق رئيسي، وعثر في حوزتهم على كميات كبيرة من المواد الكيميائية وقنابل.[32]
- الولايات المتحدة وأستراليا: أيلول/سبتمبر 2015 - ألقي القبض على قزم الإنترنت اليهودي الأمريكي جوشوا رين غولدبرغ، وأدين في وقت لاحق، بالتخطيط لتفجير حدث تذكاري في 11 أيلول/سبتمبر في مدينة كانساس سيتي بينما كان يتظاهر بأنه مؤيد لتنظيم الدولة الإسلامية الأسترالي، وفي ديسمبر/كانون الأول، اعترف مراهق من ملبورن يبلغ من العمر 17 عاماً، كان على اتصال بغولدبرغ، بأنه مذنب بالتحضير لهجوم إرهابي، بعد العثور على قنابل في منزله[33][34][34] ، كما حاولت شخصية تنظيم «الدولة الإسلامية» التي أطلقها غولدبرغ التحريض على إطلاق النار الجماعي في أستراليا[25][25][33]، كما حصل غولدبرغ على الفضل في الهجوم الذي شنه مركز كورتيس كولويل في وقت سابق من العام، بعد نشر خرائط للحدث، وإعادة تغريد شخصية تنظيم «الدولة الإسلامية» على الإنترنت من قبل أحد المهاجمين في صباح الهجوم.[25]
- فرنسا: 2 تشرين الثاني / نوفمبر 2015 – اعتقال فرنسي، بعد فشله مرتين في السفر إلى سوريا للانضمام إلى تنظيم «الدولة الإسلامية»، واتهامه بإدارة مؤامرة إرهابية لمهاجمة أفراد عسكريين في القاعدة البحرية الفرنسية الرئيسية في تولون.[35]
- إسبانيا: 3 نوفمبر/تشرين الثاني 2015 – اعتقلت الشرطة الإسبانية 3 مغاربة لهم صلات قوية بـ تنظيم «الدولة الإسلامية» كانوا من المقرر أن ينفذوا هجوماً على غرار «تشارلي هبدو» في العاصمة الإسبانية مدريد.[36]
- فرنسا: 13 تشرين الثاني/ نوفمبر 2015 - سلسلة من الهجمات الإرهابية في باريس تقتل 137 شخصاً، وتصيب 368 شخصاً وقد أحبطت أجزاء من الهجوم الرئيسي بنجاح، وقد ابعدت قوات الأمن في ملعب كرة القدم أحد الانتحاريين بسترة انتحارية عند البوابة كان يخطط للدخول إلى الداخل، أحد الاجراءات التي اثارت حالة من الذعر الشديد تجاه شركائه، ولم يمت سوى أحد المارة في هذه الحالة، وأشارت تقارير من الشرطة والأصدقاء على حد سواء إلى أن شريكا آخر، هو صلاح عبد السلام، كان من المفترض أن يشن هجوما انتحاريا إضافيا في الدائرة الثامنة عشرة، لكنه فر دون مهاجمة أي شخص.[37]
- كندا: 14 نوفمبر/تشرين الثاني 2015 - الشرطة الكندية تطلق النار على انتحاري مشتبه به بعد مواجهة وقعت بين ضباط الشرطة في حي ميسيسوجا بالقرب من تورونتو، تم نشر فرقة القنابل وفرق تكتيكية مدججة بالسلاح.[38]
- ألمانيا: 26 نوفمبر/تشرين الثاني 2015 – اعتقلت وحدة القوات الخاصة الألمانية رجلين في غارة في برلين، وقد اتُهموا بالتخطيط لـ«عمل إجرامي كبير ضد أمن الدولة»، وفقاً لسلطات برلين، وقالت الشرطة ان الرجلين اعتقلا في قسم بريتز في العاصمة الألمانية بعد تفتيش مركز ثقافي اسلامي.[39]
- تركيا: 15 كانون الأول / ديسمبر 2015 – اعتقلت الشرطة التركية مسلحاً من تنظيم «الدولة الإسلامية» السوري يشتبه في أنه كان يخطط لهجوم انتحاري ضد القنصلية الأمريكية في إسطنبول، وقد أغلقت القنصلية الأمريكية في الأسبوع السابق بسبب هذا التهديد.[40]
- إيطاليا: 15 ديسمبر/كانون الأول 2015 - ألقي القبض على فلسطيني ومواطن تونسي بعد أن حاولا نزع سلاح الجنود المتمركزين خارج كنيسة سانتا ماريا ماجوري التاريخية في روما بينما كانوا يصرخون «الله عظيم».[41]
- أستراليا: 22 ديسمبر/كانون الأول 2015 – اعتقلت الشرطة في أستراليا شخصين كانا يخططان لمهاجمة القاعدة البحرية HMAS Kuttabul في وولومولو.[42]
- فرنسا: 22 ديسمبر/كانون الأول 2015 – اعتقلت الشرطة رجلين بتهمة التخطيط لهجمات إرهابية في أورليانز، فرنسا، كانوا يخططون لقتل رجال الشرطة والجيش في المدينة بوسط فرنسا.[43]
- ألمانيا: 31 ديسمبر/كانون الأول 2015 - قالت الشرطة الألمانية إنها أحبطت مؤامرات هجومية شملت ما بين خمسة وسبعة انتحاريين في محطتين للقطارات بعد تلقيهم نصائح من مصادر استخباراتية أمريكية وفرنسية.[44]

### 2016
- الولايات المتحدة: 25 يناير/كانون الثاني 2016 – ألقي القبض على سامي محمد حمزة، البالغ من العمر 23 عاماً، بعد شراء أسلحة رشاشة من عملاء سريين من مكتب التحقيقات الفدرالي. وكان الرجل يخطط لهجوم على معبد ماسوني في ميلووكي باسم «الدفاع عن الإسلام».[45] وقال النائب العام الأمريكي بالنيابة، غريغوري هانستاد، إنها خطة مفصلة لارتكاب إطلاق نار جماعي يهدف إلى قتل عشرات الأشخاص. «قال حمزة»، إن مثل هذه العمليات سوف تزداد في أمريكا، عندما يسمعون عن ذلك، الناس سوف يخافون والعمليات سوف تزيد، وسوف تكون هناك مشاكل في جميع أنحاء... وهذا سيؤدي إلى صدام الناس مع بعضهم البعض بهذه الطريقة سوف نشعله أعني أننا نسير في مقدمة الحرب.[45]
- السويد: فبراير/شباط 2016 - أُدين أيدين سيفيجين بالتآمر لتنفيذ تفجير انتحاري مستوحى من تنظيم «الدولة الإسلامية» على الأراضي السويدية باستخدام قنبلة محلية الصنع لطنجرة الضغط.[46]
- ألمانيا: 4 فبراير/شباط 2016 – اعتقلت الشرطة الألمانية أربعة أشخاص كانوا يخططون لشن هجوم كبير على تنظيم «الدولة الإسلامية» في برلين، واعتقلت الشرطة أربعة جزائريين يشتبه في ارتباطهم بتنظيم الدولة الإسلامية بعد مداهمات استهدفت عدة مواقع، بما في ذلك ملاجئ للاجئين يعيش فيها بعض المشتبه بهم.[47]
- الأردن: 2 آذار / مارس 2016 – أحبطت أجهزة الأمن الأردنية مؤامرة لمسلحي تنظيم «الدولة الإسلامية» لتفجير أهداف مدنية وعسكرية، وقد حددوا مكان المسلحين الذين كانوا يحملون احزمة ناسفة في مخبأ في مدينة اربد الشمالية بالقرب من الحدود السورية.[48]
- الصومال: 7 آذار/ مارس 2016 - طائرات أمريكية ثابتة الجناحين وطائرات بدون طيار تقصف معسكرتدريب لحركة الشباب، وهي جماعة إرهابية رئيسية في الصومال، وكان المخيم تحت المراقبة لعدة أسابيع، وتعتقد وكالات الاستخبارات أن هجوما كبيرا على حفظة السلام التابعين للاتحاد الأفريقي بات وشيكا، وقتل أكثر من 150 مسلحا.[49]
- تركيا: 7 آذار/ مارس 2016 - القوات التركية تعتقل مشتبها بهم من تنظيم «الدولة الإسلامية»، الاستيلاء على المتفجرات وسترة انتحارية، وتم اعتقال اثنين من المقاتلين عند معبر حدودي بين تركيا وسوريا.[50] فرنسا: 11 مارس/آذار 2016 – اعتقلت الشرطة في باريس أربع فتيات في سن المراهقة بتهمة التخطيط لهجوم على قاعة الحفلات الموسيقية على غرار باريس مقلد، وقد نشروا رسائل على موقع فيسبوك حددت على وجه التحديد هدفهم المقصود ويخططون للحصول على تمويل وأسلحة من مواقع معروفة للنشطاء الجهاديين في بلجيكا.[51]
- بريطانيا العظمى: 1 أبريل/نيسان 2016 – أدين سائق التوصيل، جوناد خان، في محكمة إنجليزية بتهمة التآمر لقتل جنود أمريكيين وبريطانيين في إنجلترا من خلال تنظيم حوادث طرق نيابة عن تنظيم «الدولة الاسلامية». واستمعت محكمة كينغستون للتاج الواقعة في جنوب غرب لندن إلى أن جوناد خان قد زاره أربع مرات الشرطة في محاولة لتحويله عن التطرف ولكنه رفض عروض المساعدة التي تقدمها.[52]
- فرنسا: 23 مارس/آذار 2016 – اعتقلت الشرطة في فرنسا رضا كريكت، ومضت المديرية العامة للأمن العام في توجيه الاتهام إلى كريكت، الذي سبق أن أدين في بلجيكا بارتكاب جرائم إرهابية، بالتخطيط لهجوم إرهابي وشيك في مراحل متقدمة مع ثلاثة آخرين، واحتجز في بلجيكا وهولندا.[53][54]
- روسيا: 12 أبريل/نيسان 2016 - قُتل ثلاثة مسلحين، من بينهم انتحاري واحد على الأقل، في محاولة فاشلة لمهاجمة مركز للشرطة في منطقة ستافروبول الروسية، ولم يصب أي من ضباط الشرطة أو المدنيين بأذى، وأفاد الشهود بسماع خمسة انفجارات والكثير من إطلاق النار، ويتبع مركز الشرطة هذا نمطاً دفاعياً للقلعة لتحمل الهجمات المحتملة التي شنها تنظيم «الدولة الإسلامية» من قبل في هذه المنطقة.[55]
- أفغانستان: 21 أبريل/نيسان 2016 - قُتل 10 مسلحين إسلاميين بينما كانوا مشغولين بصنع عبوة ناسفة داخل مسجد في مقاطعة غازني الجنوبية الشرقية.[56]
- الدنمارك: 22 أبريل/نيسان 2016 – تم تزيين جندي أمريكي لإحباط مؤامرة إرهابية نشطة لتفجير مدرسة في الدنمارك، وأثناء عمله في أفغانستان، كشف الجندي أدلة على المؤامرة، وقام باتصالاته إلى السلطات في الدنمارك التي أسفرت عن اعتقالات ومصادرة متفجرات.[57]
- إيطاليا: 28 أبريل/نيسان 2016 – اعتقلت السلطات الإيطالية أربعة أشخاص يشتبه في أنهم من التطرف وأصدرت أوامر بالقبض على اثنين آخرين يعملان في سوريا، وفقاً للمدعي العام في ميلانو.[58]
- روسيا: 30 أبريل/نيسان 2016 – تفجير قاعة صلاة إسلامية غير قانونية في روسيا بعد أن عثرت الشرطة على مخبأ للمتفجرات الإسلامية بداخلها، ويظهر شريط فيديو الانفجار الذي تم التحكم فيه جزءا كبيرا من المبنى الذي تم تدميره في الانفجار الذي وقع في قاعة صلاة اسلامية غير قانونية بالقرب من مدينة سمارة الروسية .[59]
- إيطاليا: 10 مايو/أيار 2016 – اعتقلت الشرطة الإيطالية رجلين متهمين بالتخطيط لهجمات إرهابية في المملكة المتحدة وإيطاليا، ويُزعم أن المشتبه فيهم كانوا يخططون لشن هجمات على أهداف في لندن، بما في ذلك المطاعم والفنادق وجسر مشاة بالقرب من كناري وارف في شرق العاصمة، ويقال إن الكولوسيوم وسيرك ماكسيموس في روما، وهما ملعب سباق العربات القديم ومكان للحفلات الموسيقية الحديثة، قد ظهرا على قائمتهما.[60]
- سنغافورة: 1 يونيو/حزيران 2016 – اعترف أربعة رجال بالذنب أمام محكمة سنغافورة بالتآمر للإطاحة ببلدهم الأصلي بنغلاديش لصالح تنظيم «الدولة الإسلامية».[61]
- ألمانيا: 2 يونيو/حزيران 2016 – إحباط هجوم دوسلدورف الإرهابي مع اعتقال الشرطة الألمانية لثلاثة رجال من سوريا يخططون لشن هجوم لتنظيم «الدولة الإسلامية»، وقال مكتب المدعى العام ان قيادة المنظمة امرت الاثنين بتنفيذ هجوم في منطقة المشاة المركزية الصاخبة في دوسلدورف.[62]
- إندونيسيا: 16 يونيو/حزيران 2016 - حكم على صانع قنبلة إندونيسي بالسجن لمدة خمس سنوات بتهمة التخطيط لتفجير معبد بوذي في جزيرة جاوة، ويتلقى ثلاثة مساعدين آخرين أحكاما أقل، وقد ألهمت المؤامرة الفاشلة من قبل متطرفي تنظيم «الدولة الإسلامية».[63]
- بلجيكا: 18 يونيو/حزيران 2016 – اعتقلت السلطات البلجيكية ثلاثة رجال كانوا يخططون لهجوم إرهابي على حزب تجمعوا لمشاهدة مباراة لكرة القدم بين بلجيكا وأيرلندا.[64]
- المملكة العربية السعودية: 4 يوليو/تموز 2016 – في اليوم الأخير من شهر رمضان، حاول المسلحون شن 3 هجمات داخل هذا البلد، ولكن بدا أن أول هجومين في جدة والقطيف قد أحبطا بنجاح مع تعرض المهاجمين للأذى فقط.[65]
- جنوب أفريقيا: 11 يوليو/تموز 2016 – اعتقلت سلطات جنوب أفريقيا 4 من مؤيدي تنظيم «الدولة الإسلامية» بتهمة التخطيط لتفجير السفارة الأمريكية في بريتوريا، وهدف يهودي مجهول الهوية وصودر مخزون كبير من القنابل اليدوية وغيرها من المواد القتالية.[66]
- الولايات المتحدة: 20 يوليو/تموز 2016 – اتهم رجل من توسون في محكمة اتحادية بتهمة التآمر لتفجير مكتب حكومي للسيارات، ومركز للجالية اليهودية في مؤامرة أحبطها مكتب التحقيقات الفدرالي، وكان قد أرسل رسائل عبر البريد الإلكتروني إلى اتصالات مع الطالبان لإظهار الدعم للجهاد والحصول على تعليمات بشأن صنع القنابل.[67]
- بريطانيا العظمى: أغسطس 2016 - «الثلاثة فرسان»، في أغسطس/آب 2017، أُدين ناويد علي 29 عاماً، وخبيب حسين 25 عاماً، ومهيبور رحمن 33 عاماً، وطاهر عزيز 38 عاماً، بتهمة التخطيط لهجوم بالقنابل والسكين ضد هدف للشرطة أو الجيش في المملكة المتحدة.[68][68][68]
- سنغافورة: 5 أغسطس/آب 2016 – اعتقلت الشرطة في إندونيسيا ستة مسلحين على صلة بـ تنظيم «الدولة الإسلامية» في سوريا كانوا يخططون لهجوم صاروخي كبير في سنغافورة المجاورة.[69]
- كندا: 10 أغسطس/آب 2016 – الحصول على معلومات استخبارية عن عملية استشهادية وشيكة، أطلقت شرطة الخيالة الملكية النار على رجل فجر عبوة ناسفة أثناء اعتقاله وقتلته، وكان معروفاً من قبل لدى السلطات المحلية بولائه ودعمه لتنظيم «الدولة الإسلامية»، وقد صدر له أمر من المحكمة يحظر أي اتصال بهم. .[70]
- إيطاليا: 13 أغسطس/آب 2016 – اعتقلت الحكومة الإيطالية وأبعدت مواطناً تونسياً مرتبطاً بتنظيم «الدولة الإسلامية» ويشتبه في أنه خطط لتفجير برج بيزا المائل.[71]
- ألمانيا: 13 سبتمبر/أيلول 2016 – اعتقلت قوات الأمن الألمانية ثلاثة لاجئين سوريين في شليسفيغ هولشتاين.[72][73] كانت هذه واحدة من خليتين إرهابيتين أرسلتهما الدولة الإسلامية إلى أوروبا في عام 2015، ونفذ الآخر هجمات باريس في تشرين الثاني/نوفمبر 2015. في مارس/آذار 2018، حكمت عليهم محكمة الهانزيشر أوبرلانديسغيريشت في هامبورغ بالسجن.[74]
- ألمانيا: 8 أكتوبر 2016 – 2016 مؤامرة إرهابية من شيمنيتز.[75]
- الكويت: 9 تشرين الأول / أكتوبر 2016 - القوات الأمريكية تنقذ حياة مهاجمها، وتسحبه من سيارته المحترقة بعد أن صدم سيارتهما عمداً في هجوم جهادي فاشل.[76]
- ألمانيا: 10 تشرين الأول/ أكتوبر 2016 - أعلنت الشرطة الألمانية في لايبزيغ أنها أحبطت بصعوبة هجوماً إرهابياً كبيراً شنه تنظيم «الدولة الإسلامية» استهدف مطاراً أو مركزاً رئيسياً للسكك الحديدية في برلين. واعتقلوا مهاجرا سوريا كان بحوزته 3 أرطال من المتفجرات.[77] وبعد ثلاثة أيام، انتحر المشتبه به الرئيسي في السجن.[77]
- إسبانيا: 11 أكتوبر/تشرين الأول 2016 - اعتقلت الشرطة الإسبانية رجلين للاشتباه في أنهما كانا يبحثان عن مجندين في تنظيم «الدولة الإسلامية»، حسبما ذكرت وزارة الداخلية يوم الثلاثاء، وقال البيان إن الرجلين اللذين اعتقلا في عمليات منفصلة في شمال إسبانيا كانا «مدمجين تماماً» في البنية التحتية للجماعة الجهادية وكانا «يشجعان الأعمال الإرهابية».[78]
- الولايات المتحدة: 11 أكتوبر/تشرين الأول 2016 - أعلن مكتب المدعي العام في أريزونا أن رجلاً يبلغ من العمر 18 عاماً في منطقة توسون ادين بتهمة التخطيط لهجمات على غرار الجهاد في مقاطعتي ماريكوبا وبيما واعترف بارتكاب ثلاث جرائم وواجه عقوبة بالسجن تصل إلى 14 عاماً.[79]
- أستراليا: 12 أكتوبر/تشرين الأول 2016 - اعتقلت شرطة مكافحة الإرهاب صبيين يبلغان من العمر 16 عاماً بسبب حادث وقع في جنوب غرب سيدني.[80]
- إيران: 13 تشرين الأول/ أكتوبر 2016 - أحبطت قوات الأمن الإيرانية مؤامرات إرهابية في محافظة فارس الجنوبية.[81]
- تركيا: 19 تشرين الأول/ أكتوبر 2016 - قتلت الشرطة التركية انتحارياً يشتبه في أنه من تنظيم «الدولة الإسلامية» في أنقرة، وفقاً لما ذكره مسؤولون ووسائل إعلام حكومية.[82]
- كوسوفو ومقدونيا وألبانيا: 17 نوفمبر/تشرين الثاني 2016 - تم إحباط هجمات متزامنة مخطط لها في ألبانيا وكوسوفو ومقدونيا، وألقي القبض على 18 شخصا.[83]
- الولايات المتحدة: 21 تشرين الثاني/ نوفمبر 2016 - ألقت شرطة مدينة نيويورك القبض على رجل من بروكلين، هو محمد رفيق ناجي 37 عاماً، وهو مقيم قانوني في الولايات المتحدة من اليمن، ووجهت إليه تهمة الإعداد لهجوم إرهابي على غرانيس.[84]
- فرنسا: 23 نوفمبر/تشرين الثاني 2016 - اعتقال ستة أشخاص في فرنسا بتهمة التخطيط لمؤامرة إرهابية في الأول من ديسمبر/كانون الأول، مؤامرة استهدفت ديزني لاند باريس، الشانزليزيه، وتقول الشرطة كانوا يعدون لهجوم في منطقة باريس كان موجها من معقل داعش.[85][85]
- هولندا: 26 نوفمبر/تشرين الثاني 2016 - اعتقلت الشرطة مشتبهاً بهم على صلة بمسجد راعيان في شمال أمستردام كانوا يخططون لتفجير كنيس قريب، وفقاً لتقرير نشرته صحيفة «دي تيليغراف» الهولندية اليومية.[86]
- أستراليا: 22 ديسمبر/كانون الأول 2016 - مداهمات الشرطة في الضواحي الشمالية لملبورن تحبط هجوماً إرهابياً جماعياً مزعوماً بمناسبة عيد الميلاد استهدف ساحة الاتحاد وكاتدرائية سانت بول ومحطة شارع فليندرز.[87]

### 2017
- ماليزيا: 7 مارس/آذار 2017 - اعتقلت السلطات الماليزية 7 مسلحين في مؤامرة لاغتيال الملك سلمان وأفراد آخرين من العائلة المالكة السعودية، وكان المسلحون محتجزين رسمياً بتهمة «الاشتباه في ارتباطهم بجماعات مسلحة بما في ذلك تنظيم الدولة الإسلامية»، وهي منظمة إرهابية جهادية معروفة.[88][89]
- إيطاليا: 30 مارس/آذار 2017 - اعتقلت الشرطة الإيطالية 4 مسلحين كانوا يخططون لتفجير جسر ريالتو التاريخي في البندقية في مؤامرة تدعم تنظيم «الدولة الإسلامية».[90][91]
- فرنسا: 18 مارس/آذار 2017 - اعتقلت الشرطة الفرنسية رجلين في مدينة مرسيليا وصادرت أسلحة ومتفجرات مصنوعة منزلياً، ولم يعلن عن الهدف المقصود، لكن الشرطة ادعت أن هجوما وشيكا، ويُزعم أن المتهمين قد أُضبطوا وهم يحملون أسلحة وعلم داعش، من خلال اعتراض فيديو لولاء تنظيم «الدولة الإسلامية».[92]
- لايبزيغ: 10 أبريل/نيسان 2017 - يشتبه في أن رجلاً اعتقل في غارة للشرطة بالقرب من لايبزيغ كان يخطط لهجوم في برلين.[93]
- المملكة المتحدة: 27 أبريل/نيسان 2017 - اعتقلت الشرطة البريطانية رجلاً يبلغ من العمر 27 عاماً على قائمة مراقبة الإرهاب في حي وايتهول في لندن، كان يحمل سكينين كبيرين [94] كان الرجل قد نبه من الشرطة.[95]
- روسيا: 25 مايو/أيار 2017 - اعتقلت قوات الأمن الروسية أربعة أعضاء في شبكة إرهابية مرتبطة بجماعة داعش التكفيرية الذين كانوا يستعدون لمهاجمة شبكة النقل العام في موسكو.[96]
- أستراليا: 29 يوليو/تموز 2017 - منعت السلطات الأسترالية مؤامرة إسقاط طائرة فوق مدينة سيدني، وألقي القبض على أربعة من المشتبه فيهم وزادت التحذيرات الأمنية في المطارات.[97][98] وذكرت تقارير إضافية أن المؤامرة توقفت في مكتب تسجيل وصول الأمتعة في المطار عندما حاول مسافر للتحقق من حقيبة كانت ثقيلة جدا، وأُطلق سراح أحد المشتبه فيهم، ولكن تم احتجاز ثلاثة منهم، وأُجري مزيد من عمليات التفتيش على الممتلكات.[90]
- ألمانيا: 31 أكتوبر/تشرين الأول 2017 - اعتقلت الشرطة الألمانية سورياً يبلغ من العمر 19 عاماً يشتبه في أنه كان يخطط لهجوم بالقنابل بدوافع إسلامية.[99]
- أستراليا: 28 نوفمبر/تشرين الثاني 2017 - ذكرت الشرطة أن أحد المتعاطفين مع تنظيم «الدولة الإسلامية» خطط لشراء سلاح وقتل أكبر عدد ممكن من المحتفلين في ليلة رأس السنة الجديدة في ملبورن، وذلك بعد إحباط المؤامرة.[100]
- المملكة المتحدة: 5 ديسمبر/كانون الأول 2017 - اعتقلت مجموعة بريطانية من المخابرات البريطانية (MI5) رجلين يُزعم أنهما مسلحان إسلاميان بتهمة التآمر لاغتيال رئيسة الوزراء تيريزا ماي، وتعتقد الشرطة ان المتآمرين خططوا لتفجير عبوة ناسفة في مكاتب رئيس الوزراء .[101]
- روسيا: 12 ديسمبر/كانون الأول 2017 - اعتقلت شرطة موسكو ثلاثة أعضاء مزعومين في خلية تابعة لـ تنظيم «الدولة الإسلامية» قالوا إنهم كانوا يعدون لهجوم انتحاري بالقنابل والبنادق والقنابل اليدوية في عطلة.[102]
- روسيا: 15 ديسمبر/كانون الأول 2017 - اعتقلت قوات الأمن الاتحادية الروسية أعضاء يشتبه في انتمائهم إلى خلية إرهابية مرتبطة بتنظيم «الدولة الإسلامية». وكان من المقرر وقوع سلسلة من التفجيرات في سانت بطرسبرغ، وكانت كاتدرائية كازان الشهيرة من بين الأهداف.[103]
- المملكة المتحدة: 19 ديسمبر/كانون الأول 2017 - ألقي القبض على أربعة رجال للاشتباه في أنهم خططوا لهجوم إرهابي إسلامي بينما نفذت الشرطة المسلحة سلسلة من الغارات الدرامية قبل الفجر في شفيلد وتشيسترفيلد.[104]
- ألمانيا: 20 ديسمبر/كانون الأول 2017 - اعتقلت الشرطة الألمانية رجلاً متهماً بالتخطيط لهجوم إرهابي على سيارة في مدينة كارلسروه الجنوبية الغربية. وزعم أن المشتبه فيه على صلة بجماعة الدولة الإسلامية.[105]
- الولايات المتحدة: 22 كانون الأول/ديسمبر 2017 - أحبطت خطة سابقة لمشاة البحرية الأمريكية لشن هجوم على الرصيف 39 في سان فرانسيسكو، وكان المشتبه به، إيفريت آرون جيمسون، مستوحى من تنظيم «الدولة الإسلامية». [106]

### 2018
- إيطاليا: 26 أبريل/نيسان 2018 - الشرطة الإيطالية تحبط هجوماً بسيارة مفخخة في نابولي بعد اعتقال رجل غامبي، ويقال إنه تعهد بالولاء لزعيم تنظيم «الدولة الإسلامية».[107]
- ألمانيا: 13 يونيو/حزيران 2018 - ألقي القبض على سيف الله من كولونيا، بينما كان يصنع عبوة ناسفة تحتوي على مادة شديدة السمية تسمى الريسين.[108]
- فرنسا: 14 يونيو/حزيران 2018 - الشرطة الفرنسية تحبط هجوماً بـ «التطرف الذي اعتنق الإسلام» الذي خطط له ضد نادي باريس، وعثر على عبوة ناسفة يدوية الصنع في منزله واعترف الرجل بأنه كان يريد استخدامها لاستهداف ناد للعاهرات.[109]
- فرنسا: 30 يونيو/حزيران 2018 - اتهمت الحكومة الفرنسية علناً "جمهورية إيران الإسلامية" بالتخطيط لهجوم كبير بالقنابل استهدف مؤتمراً كبيراً لمجموعة إيرانية منفية اجتمعت في 30 يونيو/حزيران في باريس، وفرنسا تصادر ارصدة اثنين من الدبلوماسيين والشرطة الألمانية تعتقل دبلوماسيا لتسليمه إلى بلجيكا لمواجهة اتهامات بالإرهاب هناك تتعلق بهذا الحادث، وتنفي إيران جميع الاتهامات الموجهة اليها.[110][111]
- هولندا: 27 سبتمبر/أيلول 2018 - الشرطة الهولندية تقبض على سبعة مشتبه بهم في الإرهاب أثناء إحباطهم لهجوم كبير بسترات ناسفة وبنادق هجومية وسيارات مفخخة، وتم اعتقال المشتبه بهم في غارات خاطفة شنتها الشرطة المدججة بالسلاح في أرنهيم وويرت، بعد تحقيق دام أشهراً مع زعيم جماعتهم كان من المؤيدين المتحمسين لتنظيم «الدولة الإسلامية».[112][113]
- الدنمارك: 30 أكتوبر/تشرين الأول 2018 - الدنمارك تتهم علناً "جمهورية إيران الإسلامية" بالتحضير لاغتيال سياسي على أراضيها، وقد تسبب هذا الحادث في مطاردة كبيرة في جميع انحاء البلاد لفرقة القتلى بما في ذلك اغلاق الجسور الدولية الرئيسية إلى السويد، والدنمارك تستدعي سفيرها من إيران للاحتجاج على النشاط الإرهابي الإيراني على أراضيها.[114][115]

### 2019
- الهند: يناير/كانون الثاني 2019 - ألقت فرقة مكافحة الإرهاب من ولاية ماهاراشترا الهندية القبض على أعضاء في جماعة إرهابية مستوحاة من تنظيم «الدولة الإسلامية» بتهمة التخطيط للقتل الجماعي (بتسميم براساد) في معبد مبرشوار، وكان هؤلاء الرجال مستوحاة من خطب الداعية الإسلامي المثير للجدل ذاكر.[109]
- الولايات المتحدة: أبريل/نيسان 2019 - اعتقل مكتب التحقيقات الفدرالي (مكتب التحقيقات الفدرالي) جندي مشاة سابق في الجيش يبلغ من العمر 26 عاماً من لوس أنجلوس أعرب عن دعمه لـ تنظيم «الدولة الإسلامية». وكانت نواياه مهاجمة اليهود والكنائس وضباط الشرطة للانتقام لمقتل مسلمين قتلوا في نيوزيلندا خلال إطلاق النار على مسجد كرايستشيرش.[116]
- الولايات المتحدة: 08 نيسان/أبريل 2019 - رجل من ولاية ماريلاند متهم بالتآمر لتشغيل شاحنة صغيرة في حشد من المرفأ الوطني، «استمر في القيادة والقيادة والقيادة» كما هو مستوحى من شبكة تنظيم «الدولة الإسلامية» الإرهابية.[117]
- روسيا: 12 أبريل/نيسان 2019 - اندلعت معركة مسلحة كبيرة في مدينة تيومين السيبيرية عندما حاولت قوات الأمن الروسية اعتقال اثنين من المتطرفين الذين يخططون لشن هجوم على شبكة الدولة الإسلامية الإرهابية.[118]
- سريلانكا: 21 أبريل/نيسان 2019 - 2019 تفجيرات عيد الفصح في سريلانكا في العديد من الكنائس والفنادق مما أسفر عن مقتل أكثر من 290 شخصاً وإصابة أكثر من 500 شخص، وتفيد السلطات بإحباط هجمات إضافية بإبطال مفعول أجهزة إضافية بالقرب من المطار الرئيسي ومستشفى الدكتور نيفيل فرناندو، واكد وزير الصحة راجيثا سيناتانان ان جميع منفذى الهجوم مواطنون سريلانكيون مرتبطون بجماعة الثاوث الوطنية ، وهي جماعة اسلامية متطرفة مسلحة محلية ، بيد انه يشتبه في وجود صلات خارجية بها .[119]
- لبنان: 04 حزيران/ يونيو 2019 - مقتل أربعة من أفراد الشرطة والجيش اللبناني على يد عضو سابق في تنظيم الدولة الإسلامية.[120]

#### مقالة مفصلة: هجوم مسلح في طرابلس 2019
- الولايات المتحدة: 06 يونيو/حزيران 2019 - اعتقل مكتب التحقيقات الفدرالي وشرطة نيويورك أحد سكان كوينز البالغ من العمر 22 عاماً بعد أن اشترى مسدسين من طراز غلوك من عميل حكومي سري. ووصف رغبته في الحصول على قنابل يدوية وسترة انتحارية لشن هجوم في واشنطن أو نيويورك لاستهداف مسؤول حكومى كبير .[116]
- الهند: يونيو/حزيران 2019 - اعتقل الجيش الهندي 5 إرهابيين من حزب المجاهدين في ولاية جامو وكشمير الهندية، وخلال الاستجواب، كشف هؤلاء الإرهابيون أنهم كانوا يخططون لشن هجوم واسع النطاق على قوات الأمن الهندية باستخدام جهاز متطور للانفجار.[116]
- الهند: يونيو/حزيران 2019 - تم تجنب هجوم إرهابي كبير بسبب الإجراءات التي اتخذتها في الوقت المناسب فرقة العمل الخاصة التابعة لشرطة كولكاتا. وعلى الفور بناء على معلومات سرية ، اعتقلت القوات الخاصة يوم الثلاثاء أربعة مسلحين من جماعة المجاهدين البنجلاديشية من هوراه وسيلده .[121]
- الهند: يوليو/تموز 2019 - اعتقلت وكالة الاستخبارات الوطنية 16 رجلاً كانوا يخططون لهجمات إرهابية، من خلال السكاكين والمركبات والسموم، 14 من هؤلاء الرجال حيث تم ترحيلهم من الإمارات العربية المتحدة، في حين تم القبض على 2 في الهند، وقد أنشأ هؤلاء الرجال وحدة إرهابية تستند إلى الأيديولوجيات المتنوعة لتنظيم القاعدة والدولة الإسلامية والحركة الإسلامية الطلابية في الهند. [122]

## وصلات خارجية
- timelineofterrorism.com نسخة محفوظة 10 سبتمبر 2019 على موقع واي باك مشين.
- "A History of Terror..." (prior to September 11)
- Terrorist attacks and related incidents in the United States